# Burley, Idaho

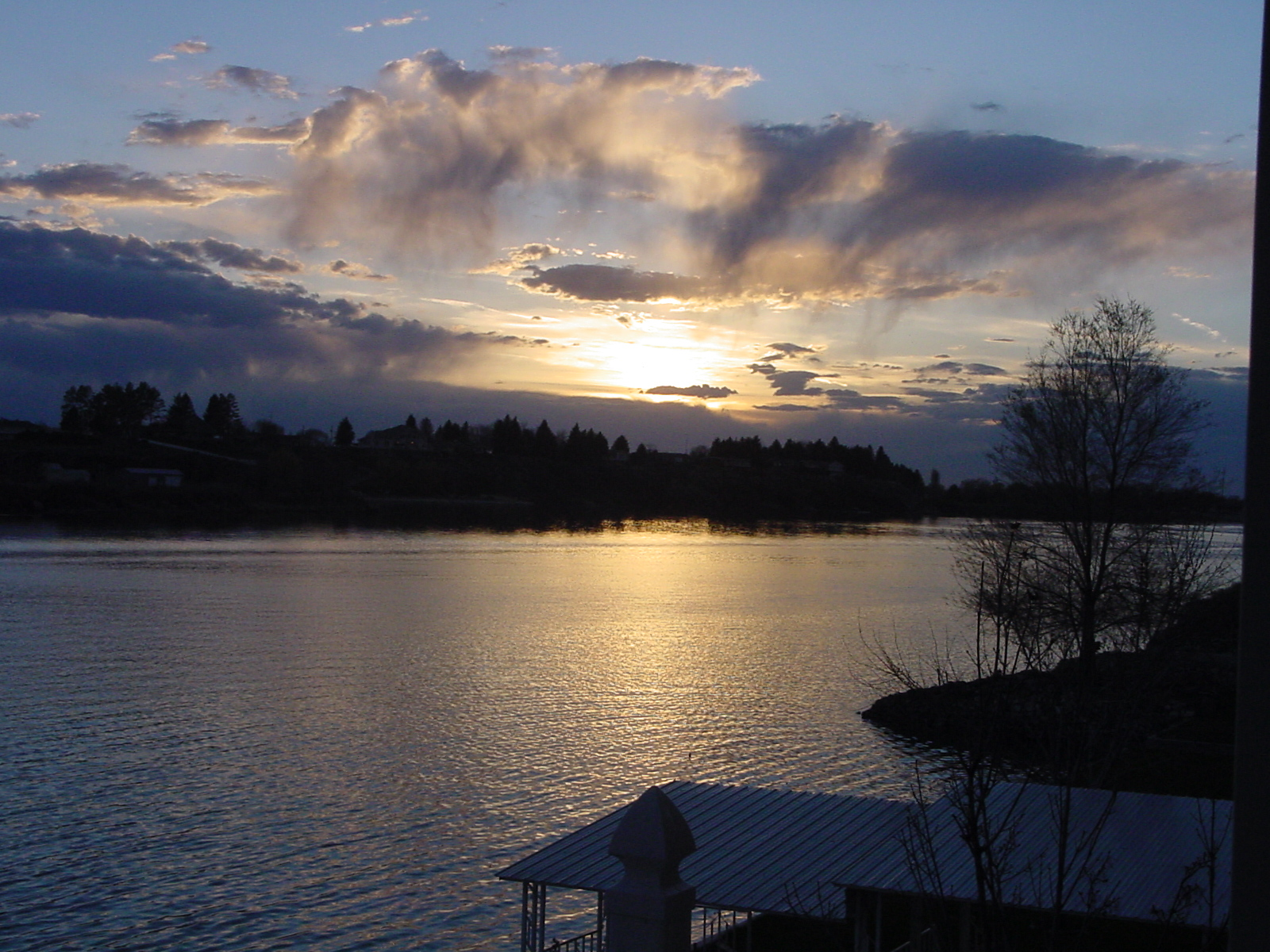
En bild tagen i Heyburn som blickar över Snake River mot Burley.

Burley är en stad i Cassia och Minidoka County i den södra delen av den amerikanska delstaten Idaho. Burley är administrativ huvudort (county seat) i Cassia County. 
Burley är hem för den kända "Spudman" triathlonen.